# 贝内胡萨尔
贝内胡萨尔，是西班牙巴伦西亚自治区阿利坎特省的一个市镇。总面积9km2，总人口5106人（2001年），人口密度567人/km2。

## 友好城市
- 法國 蓬圣埃斯普里